# Jack Laugher
Jack David Laugher (né le 30 janvier 1995 à Harrogate) est un plongeur britannique.

## Carrière
Il remporte la médaille de bronze du tremplin de 3 m lors des Championnats du monde 2015 à Kazan, derrière He Chao et Ilia Zakharov.
Lors des Jeux olympiques d'été de 2016, il remporte avec son coéquipier Chris Mears l'épreuve de plongeon synchronisé à trois mètres, devant les États-Unis et la Chine, tenante du titre. Il s'agit de la première médaille d'or olympique de l'équipe britannique de plongeon.
Pour compléter ses revenus, il partage des publications sur le réseau social OnlyFans.

## Palmarès

### Jeux olympiques
- Jeux olympiques de 2016 à Rio de Janeiro :
  -  Médaille d'or du plongeon synchronisé à 3 m (avec Chris Mears).
  -  Médaille d'argent du plongeon individuel à 3 m.
- Jeux olympiques de 2020 à Tokyo :
  -  Médaille de bronze du tremplin à 3 mètres.

### Championnats du monde
- Championnats du monde 2015 à Kazan :
  -  Médaille de bronze du plongeon individuel à 3 m.
  -  Médaille de bronze du plongeon synchronisé à 3 m (avec Chris Mears).
- Championnats du monde 2019 à Gwangju :
  -  Médaille d'argent du plongeon synchronisé à 3 m (avec Daniel Goodfellow).
  -  Médaille de bronze du plongeon individuel à 3 m.

### Championnats d'Europe
- Championnats d'Europe de natation 2016 à Londres :
  -  Médaille d'or du plongeon synchronisé à 3 m (avec Chris Mears).
  -  Médaille d'argent du plongeon individuel à 3 m.
- Championnats d'Europe de natation 2018 à Glasgow :
  -  Médaille d'or du plongeon individuel à 1 m.
  -  Médaille d'or du plongeon individuel à 3 m.
  -  Médaille d'argent du plongeon synchronisé à 3 m (avec Chris Mears).
- Championnats d'Europe de natation 2020 à Budapest :
  -  Médaille d'argent du plongeon individuel à 1 m.
- Championnats d'Europe de natation 2022 à Rome :
  -  Médaille d'or du plongeon individuel à 1 m.

### Jeux du Commonwealth
- Jeux du Commonwealth de 2014 à Glasgow :
  -  Médaille d'or du plongeon individuel à 1 m.
  -  Médaille d'or du plongeon synchronisé à 3 m (avec Chris Mears).
  -  Médaille d'argent du plongeon individuel à 3 m.
- Jeux du Commonwealth de 2018 à Gold Coast :
  -  Médaille d'or du plongeon individuel à 1 m.
  -  Médaille d'or du plongeon individuel à 3 m.
  -  Médaille d'or du plongeon synchronisé à 3 m (avec Chris Mears).

### Championnats d'Europe juniors
- Championnats d'Europe juniors de natation 2010 à Helsinki :
  -  Médaille d'or du plongeon individuel à 1 m.
  -  Médaille d'or du plongeon individuel à 3 m.